# 약수역
약수역(藥水驛, Yaksu station)은 서울특별시 중구 신당동에 있는 수도권 전철 3호선과 서울 지하철 6호선의 환승역이다. 수도권 전철 3호선은 심야에 1편성이 주박한다. 역번호가 333으로 3이 연속 세 번 반복되는 게 특징이다.

## 역사
- 1983년 9월 13일 : 약수역으로 역명 결정[2]
- 1985년 10월 18일 : 서울 지하철 3호선 독립문 ~ 양재 구간 개통과 함께 영업 개시[3]
- 2000년 12월 15일 : 서울 지하철 6호선 응암 ~ 상월곡 구간 개통했으나 열차 무정차
- 2001년 3월 9일 : 서울 지하철 6호선 개통과 함께 환승역이 됨

## 역 구조
3호선은 1면 2선의 섬식 승강장이고, 6호선은 2면 2선의 상대식 승강장이며 두 노선 모두 스크린도어가 설치되어 있다. 출구는 10개다.
3호선 열차는 오금 방면에 한해서 이 역까지만 운행하는 막차가 존재하며, 막차 열차는 심야 주박 후 다음날 대화행 열차 첫차로 운행한다. 명절 기간 또는 연말 제야의 종 행사로 임시 연장운행하는 약수행 열차는 심야에 주박하지 않고 회차(turning train)한다.

### 3호선 승강장
| 동대입구 ↑ |
| 하상 \|    |
| ↓ 금호     |

| 상행 | ● 수도권 전철 3호선 | 충무로 · 종로3가 · 불광 · 연신내 · 지축 · 대화 방면 |
| 하행 | ● 수도권 전철 3호선 | 옥수 · 고속터미널 · 교대 · 도곡 · 수서 · 오금 방면  |

이 역의 하행 방향으로 Y자형 회차선이 존재하고 이 회차선에서 3호선 약수역 주박열차가 회차하고 주박한다.

### 6호선 승강장
| 버티고개 ↑ |
| \| 상      |
| ↓ 청구     |

| 상행 | ● 서울 지하철 6호선 | 삼각지 · 합정 · 월드컵경기장 · 디지털미디어시티 · 응암 방면 |
| 하행 | ● 서울 지하철 6호선 | 동묘앞 · 안암 · 고려대 · 석계 · 신내 방면                   |

## 역 주변
- 금호터널
- 다산동행정복지센터
- 서울방송고등학교
- 신당동우체국
- 신당종합사회복지관
- 약수시장
- 약수동행정복지센터
- 장충중학교
- 장충고등학교
- 장충체육관
- 장충초등학교
- 중구청소년수련원

## 이용객 변동
2001년 자료는 개통일인 2001년 3월 9일부터 12월 31일까지 298일간의 집계를 반영한 것이다.
| 노선  | 노선   | 일평균 인원수 (명/일) | 일평균 인원수 (명/일) | 일평균 인원수 (명/일) | 일평균 인원수 (명/일) | 일평균 인원수 (명/일) | 일평균 인원수 (명/일) | 일평균 인원수 (명/일) | 일평균 인원수 (명/일) | 일평균 인원수 (명/일) | 일평균 인원수 (명/일) | 각주  |
| 노선  | 노선   | 2000년                | 2001년                | 2002년                | 2003년                | 2004년                | 2005년                | 2006년                | 2007년                | 2008년                | 2009년                | 각주  |
| ----- | ------ | --------------------- | --------------------- | --------------------- | --------------------- | --------------------- | --------------------- | --------------------- | --------------------- | --------------------- | --------------------- | ----- |
| 3호선 | 승차   | 13,230                | 13,776                | 13,999                | 13,629                | 14,042                | 14,278                | 14,419                | 14,461                | 14,353                | 14,544                | [ 4 ] |
| 3호선 | 하차   | 12,992                | 12,841                | 12,837                | 12,777                | 13,066                | 13,283                | 13,452                | 13,600                | 13,542                | 13,760                | [ 4 ] |
| 3호선 | 승하차 | 26,222                | 26,617                | 26,836                | 26,406                | 27,108                | 27,561                | 27,871                | 28,061                | 27,894                | 28,305                | [ 4 ] |
| 6호선 | 승차   | 미개통                | 2,548                 | 2,884                 | 3,335                 | 3,391                 | 3,440                 | 3,551                 | 3,507                 | 3,466                 | 3,501                 | [ 4 ] |
| 6호선 | 하차   | 미개통                | 2,324                 | 2,703                 | 2,986                 | 3,062                 | 3,207                 | 3,328                 | 3,276                 | 3,319                 | 3,406                 | [ 4 ] |
| 6호선 | 승하차 | 미개통                | 4,872                 | 5,587                 | 6,320                 | 6,453                 | 6,646                 | 6,879                 | 6,783                 | 6,785                 | 6,907                 | [ 4 ] |
| 노선  | 노선   | 2010년                | 2011년                | 2012년                | 2013년                | 2014년                | 2015년                | 2016년                | 2017년                | 2018년                |                       |       |
| 3호선 | 승차   | 14,688                | 14,822                | 14,942                | 15,193                | 15,243                | 14,908                | 14,674                | 14,386                | 14,347                |                       |       |
| 3호선 | 하차   | 14,029                | 14,161                | 14,268                | 14,472                | 14,426                | 14,245                | 14,135                | 13,875                | 13,909                |                       |       |
| 3호선 | 승하차 | 28,717                | 28,983                | 29,210                | 29,665                | 29,669                | 29,153                | 28,809                | 28,261                | 28,256                |                       |       |
| 6호선 | 승차   | 3,547                 | 3,639                 | 3,745                 | 3,645                 | 3,584                 | 3,626                 | 3,689                 | 3,676                 | 3,758                 |                       |       |
| 6호선 | 하차   | 3,453                 | 3,483                 | 3,540                 | 3,542                 | 3,552                 | 3,616                 | 3,648                 | 3,624                 | 3,720                 |                       |       |
| 6호선 | 승하차 | 7,000                 | 7,122                 | 7,285                 | 7,187                 | 7,136                 | 7,242                 | 7,337                 | 7,300                 | 7,478                 |                       |       |

## 사진

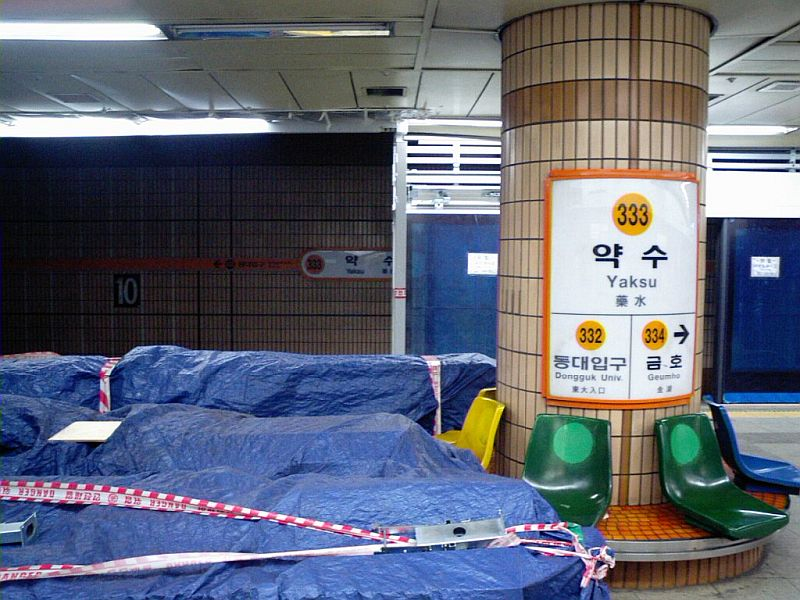
3호선 승강장 (스크린도어 공사 중)
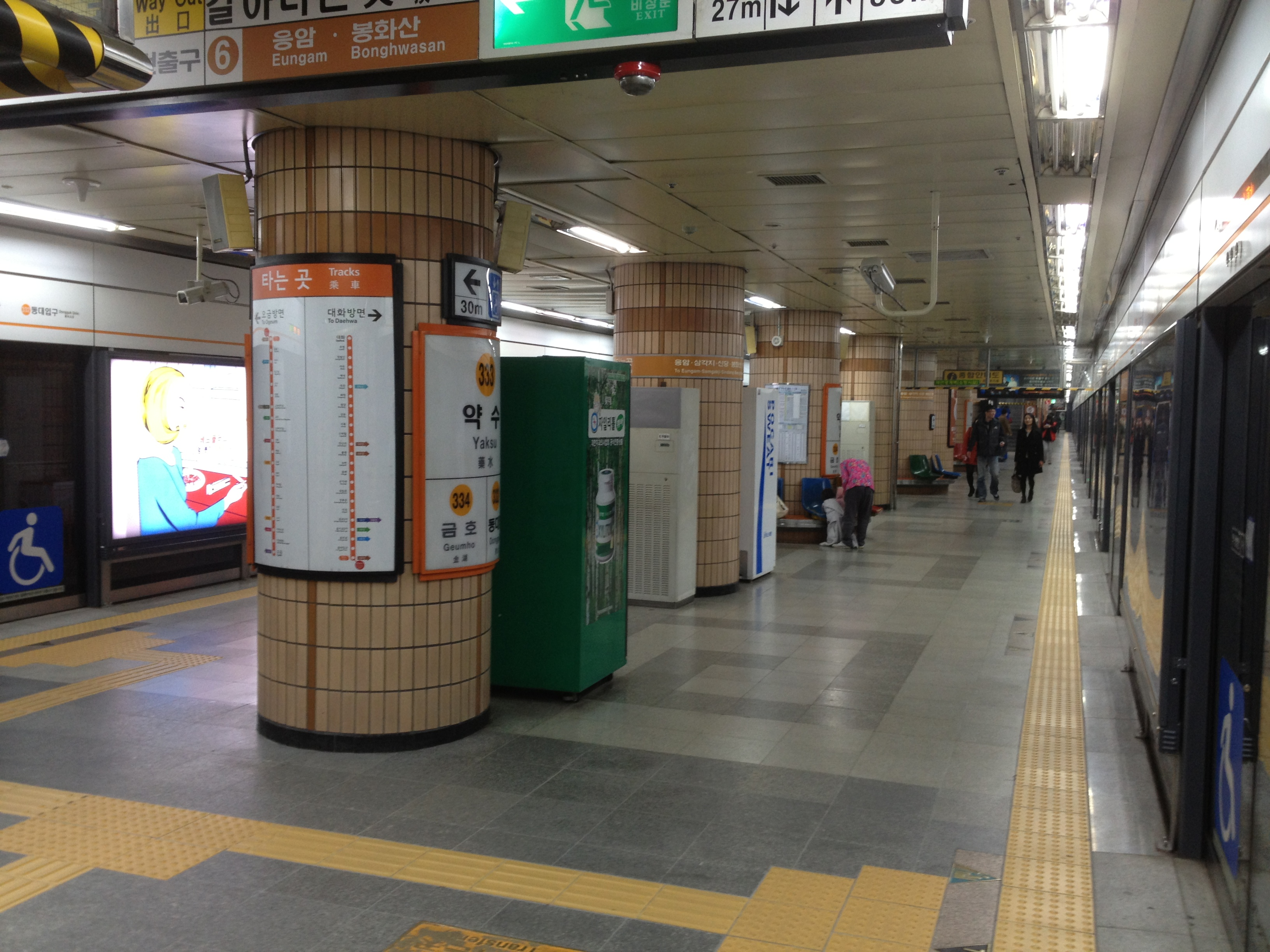
3호선 승강장
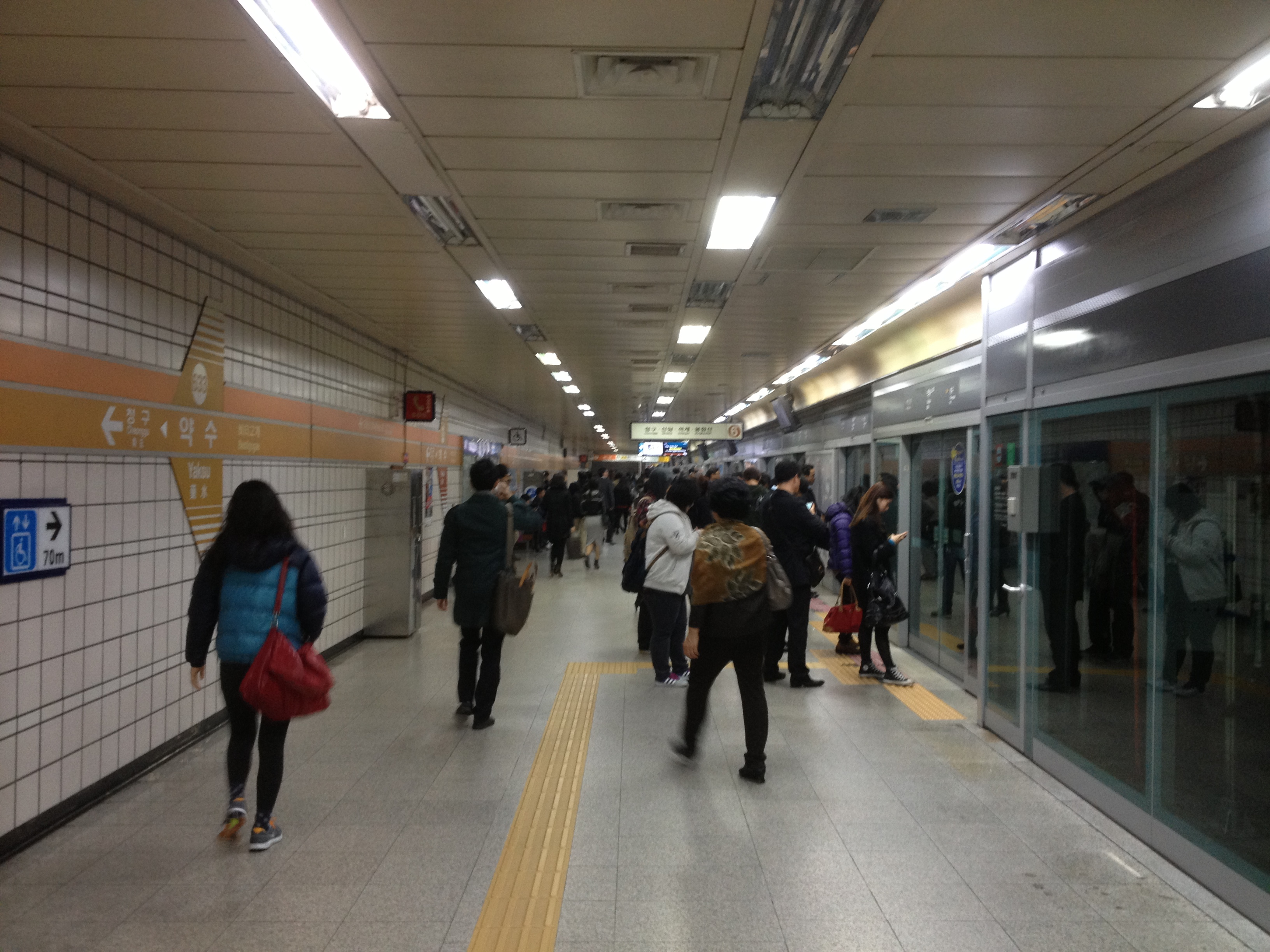
6호선 승강장

## 인접한 역
| 서울 지하철 3호선      | 서울 지하철 3호선   | 서울 지하철 3호선  |
| ---------------------- | ------------------- | ------------------ |
| 332 동대입구 대화 방면 | ● 수도권 전철 3호선 | 334 금호 오금 방면 |
| 서울 지하철 6호선      |                     |                    |
| 632 버티고개 응암 순환 | ● 서울 지하철 6호선 | 634 청구 신내 방면 |